# Rotnei Clarke
Rotnei Scott Clarke (Claremore (Oklahoma), 10 de julio de 1989) es un jugador de baloncesto estadounidense que actualmente se encuentra sin equipo. Con 1,83 metros de estatura, juega en la posición de base.

## Trayectoria deportiva
El jugador nacido en Claremore, se formó a caballo entre las universidades de Arkansas Razorbacks donde estuvo de 2008 a 2011 y Butler Bulldogs de 2011 a 2013.
Tras no ser drafteado, comenzaría su aventura como profesional en las filas del Illawarra Hawks australiano, al que volvería dos temporadas después tras dos experiencias en Turquía y Alemania, respectivamente.
En marzo de 2017 fichó por el Victoria Libertas Pesaro de la Lega Basket Serie A italiana.
Al término de la liga italiana, volvería a la plantilla del Illawarra Hawks australiano.
En julio de 2018, tras pasar de nuevo por la Victoria Libertas Pesaro, fichó por el Pallacanestro Trapani de la Serie A2 italiana.
En verano de 2020, firma por el Anwil Włocławek de la Polska Liga Koszykówki.
El 17 de febrero de 2021, firma por el Bergamo Basket de la Serie A2.
El 16 de julio de 2021, firma por el Givova Scafati de la Serie A2.